# Шонга (приток Улемы)
Шонга — река в России, протекает в Татарстане. Правый приток Улемы.

## Описание
Длина реки 13,1 км. Исток в лесном массиве в Сюкеевых горах на юго-западе Камско-Устьинского района, в 3 км к востоку от деревни Малые Атряси. Общее направление течения — юго-западное. От истока сразу попадает в Тетюшский район, протекает через упомянутую деревню, через Большие Атряси и Ямбухтино. Устье находится по правому берегу Улемы между Ямбухтино и Алабердино.
Территория водосбора волнистая, изрезана оврагами. Имеются мелкие пруды на притоках. Основные притоки (левые): Кызыр, Чабартау.